# توکان منقارلوله‌ای
توکان منقارلوله‌ای(نام علمی: Ramphastos vitellinus) نام یک گونه از سرده توکان است.